# Gellonia destituta
Gellonia destituta är en fjärilsart som beskrevs av Walker 1865. Gellonia destituta ingår i släktet Gellonia och familjen mätare. Inga underarter finns listade i Catalogue of Life.